# Liste der Nummer-eins-Hits in Bulgarien (2024)
Diese Liste der Nummer-eins-Hits basiert auf den offiziellen Chartlisten (Българският топ 10 / Световният топ 10) von Prophon, der bulgarischen Musikverwertungsgesellschaft, im Jahr 2024.

## Singles
| ← 2023 ← | Liste der Nummer-eins-Hits in Bulgarien (Световният топ 10 (internationale Top 10)) | Liste der Nummer-eins-Hits in Bulgarien (Световният топ 10 (internationale Top 10)) | Liste der Nummer-eins-Hits in Bulgarien (Световният топ 10 (internationale Top 10)) | 2025 →                    |
| \| Zeitraum \| Wo. ges. \| Interpret \| Titel Autor(en) \| Zusätzliche Informationen \| \| (Zeitraum, Wochen auf Platz eins, Interpret, Titel, Autor[en], zusätzliche Informationen) \| \| \| \| \| \| ----------------------------------------------------------------------------------------- \| -------- \| ---------------------------------------------------- \| ------------------------------------------------------------------------------------------------------------------------------------------------------------------------------------------------------------------------------------------ \| ------------------------- \| \| 24. November 2023 – 1. Februar 2024 10 Wochen \| 10 \| Dua Lipa \| Houdini Tobias MacDonald Jesso Jr., Dua Lipa, Caroline Ailin Buvik Furøyen, Daniel Jack Eisner Harle, Kevin Richard Parker \| – \| \| 2. Februar 2024 – 7. März 2024 5 Wochen \| 5 \| Ofenbach feat. Norma Jean Martine \| Overdrive Alexander Hauer, Antoine Chatenet, Tobias Jundt, Dorian Jean Louis Guy Lauduique, César Thaddée Laurent de Rummel, Norma Jean Martine, Reginald Leonard Smith, Richard James Reginald Steven Smith \| – \| \| 8. März 2024 – 13. Juni 2024 14 Wochen \| 14 \| Teddy Swims \| Lose Control Joshua Emanuel Coleman, Julian Collin Bunetta, Jaten Collin Dimsdale, John Stephen Sudduth, Marco Antonio Rodriguez Diaz Jr. \| – \| \| 14. Juni 2024 – 11. Juli 2024 4 Wochen \| 4 \| Sabrina Carpenter \| Espresso Sabrina Annlynn Carpenter, Julian Collin Bunetta, Stephanie Nicole Jones, Amy Rose Allen \| – \| \| 12. Juli 2024 – 18. Juli 2024 1 Woche \| 1 \| Eminem \| Houdini Anne Jennifer Dudley, Jeffrey Irwin Bass, Kevin Dean Bell, Malcolm Robert Andrew McLaren, Marshall Bruce Mathers III, Steven Haworth Miller, Trevor Charles Horn \| – \| \| 19. Juli 2024 – 1. August 2024 2 Wochen \| 2 \| Artemas \| I Like the Way You Kiss Me Artemas Diamandis, Jesse Finkelstein, Kevin Clark White, Toby James Daintree \| – \| \| 2. August 2024 – 22. August 2024 3 Wochen \| 3 \| Teddy Swims \| The Door Julian Collin Bunetta, Sherwyn Hewett Nicholls, John Henry Ryan II, Joshua Emanuel Coleman, Jaten Collin Dimsdale, John Stephen Sudduth \| – \| \| 23. August 2024 – 17. Oktober 2024 8 Wochen (insgesamt 13) \| 13 \| Hugel, Topic & Arash feat. Daecolm \| I Adore You Florent Hugel, Loris Cimino, Maximilian Riehl, Daecolm Diego Holland, Alex Arash Labaf, Alexander Michael Tidebrink Stomberg, Tobias Topic \| – \| \| 18. Oktober 2024 – 31. Oktober 2024 2 Wochen \| 2 \| Adam Port & Stryv feat. Keinemusik, Orso & Malachiii \| Move Adam Polaszek, Hamid Bashir, Malachi Kalin Cohen \| – \| \| 1. November 2024 – 7. November 2024 1 Woche (insgesamt 4) \| 4 \| Teddy Swims \| Bad Dreams Rocky Hyatt Block, Jaten Collin Dimsdale, John Henry Ryan II, Julian Collin Bunetta, John Stephen Sudduth, Sarah Alison Solovay, Matthew David Zara \| – \| \| 8. November 2024 – 21. November 2024 2 Wochen (insgesamt 13) \| 13 \| Hugel, Topic & Arash feat. Daecolm \| I Adore You Florent Hugel, Loris Cimino, Maximilian Riehl, Daecolm Diego Holland, Alex Arash Labaf, Alexander Michael Tidebrink Stomberg, Tobias Topic \| – \| \| 22. November 2024 – 28. November 2024 1 Woche (insgesamt 4) \| 4 \| Teddy Swims \| Bad Dreams Rocky Hyatt Block, Jaten Collin Dimsdale, John Henry Ryan II, Julian Collin Bunetta, John Stephen Sudduth, Sarah Alison Solovay, Matthew David Zara \| – \| \| 29. November 2024 – 26. Dezember 2024 4 Wochen (insgesamt 13) \| 13 \| Hugel, Topic & Arash feat. Daecolm \| I Adore You Florent Hugel, Loris Cimino, Maximilian Riehl, Daecolm Diego Holland, Alex Arash Labaf, Alexander Michael Tidebrink Stomberg, Tobias Topic \| – \| \| 27. Dezember 2024 – 30. Januar 2025 5 Wochen (insgesamt 12) \| 12 \| Rosé feat. Bruno Mars \| Apt. Theron Makiel Thomas, Philip Martin Lawrence II, Michael Donald Chapman, Peter Gene Hernandez, Christopher Steven Brown, Rogét Lufti Chahayed, Park Chae-young, Nicholas Barry Chinn, Omer Fedi, Henry Russell Walter, Amy Rose Allen \| – \| |                                                                                     |                                                                                     | |                           |
| ← 2023 |                                                                                     |                                                                                     | | → 2025 →                  |
| Zeitraum | Wo. ges.                                                                            | Interpret                                                                           | Titel Autor(en) | Zusätzliche Informationen |
| (Zeitraum, Wochen auf Platz eins, Interpret, Titel, Autor[en], zusätzliche Informationen) |                                                                                     |                                                                                     | |                           |
| 24. November 2023 – 1. Februar 2024 10 Wochen | 10                                                                                  | Dua Lipa                                                                            | Houdini Tobias MacDonald Jesso Jr., Dua Lipa, Caroline Ailin Buvik Furøyen, Daniel Jack Eisner Harle, Kevin Richard Parker | –                         |
| 2. Februar 2024 – 7. März 2024 5 Wochen | 5                                                                                   | Ofenbach feat. Norma Jean Martine                                                   | Overdrive Alexander Hauer, Antoine Chatenet, Tobias Jundt, Dorian Jean Louis Guy Lauduique, César Thaddée Laurent de Rummel, Norma Jean Martine, Reginald Leonard Smith, Richard James Reginald Steven Smith                               | –                         |
| 8. März 2024 – 13. Juni 2024 14 Wochen | 14                                                                                  | Teddy Swims                                                                         | Lose Control Joshua Emanuel Coleman, Julian Collin Bunetta, Jaten Collin Dimsdale, John Stephen Sudduth, Marco Antonio Rodriguez Diaz Jr.                                                                                                  | –                         |
| 14. Juni 2024 – 11. Juli 2024 4 Wochen | 4                                                                                   | Sabrina Carpenter                                                                   | Espresso Sabrina Annlynn Carpenter, Julian Collin Bunetta, Stephanie Nicole Jones, Amy Rose Allen | –                         |
| 12. Juli 2024 – 18. Juli 2024 1 Woche | 1                                                                                   | Eminem                                                                              | Houdini Anne Jennifer Dudley, Jeffrey Irwin Bass, Kevin Dean Bell, Malcolm Robert Andrew McLaren, Marshall Bruce Mathers III, Steven Haworth Miller, Trevor Charles Horn                                                                   | –                         |
| 19. Juli 2024 – 1. August 2024 2 Wochen | 2                                                                                   | Artemas                                                                             | I Like the Way You Kiss Me Artemas Diamandis, Jesse Finkelstein, Kevin Clark White, Toby James Daintree | –                         |
| 2. August 2024 – 22. August 2024 3 Wochen | 3                                                                                   | Teddy Swims                                                                         | The Door Julian Collin Bunetta, Sherwyn Hewett Nicholls, John Henry Ryan II, Joshua Emanuel Coleman, Jaten Collin Dimsdale, John Stephen Sudduth                                                                                           | –                         |
| 23. August 2024 – 17. Oktober 2024 8 Wochen (insgesamt 13) | 13                                                                                  | Hugel, Topic & Arash feat. Daecolm                                                  | I Adore You Florent Hugel, Loris Cimino, Maximilian Riehl, Daecolm Diego Holland, Alex Arash Labaf, Alexander Michael Tidebrink Stomberg, Tobias Topic                                                                                     | –                         |
| 18. Oktober 2024 – 31. Oktober 2024 2 Wochen | 2                                                                                   | Adam Port & Stryv feat. Keinemusik, Orso & Malachiii                                | Move Adam Polaszek, Hamid Bashir, Malachi Kalin Cohen | –                         |
| 1. November 2024 – 7. November 2024 1 Woche (insgesamt 4) | 4                                                                                   | Teddy Swims                                                                         | Bad Dreams Rocky Hyatt Block, Jaten Collin Dimsdale, John Henry Ryan II, Julian Collin Bunetta, John Stephen Sudduth, Sarah Alison Solovay, Matthew David Zara                                                                             | –                         |
| 8. November 2024 – 21. November 2024 2 Wochen (insgesamt 13) | 13                                                                                  | Hugel, Topic & Arash feat. Daecolm                                                  | I Adore You Florent Hugel, Loris Cimino, Maximilian Riehl, Daecolm Diego Holland, Alex Arash Labaf, Alexander Michael Tidebrink Stomberg, Tobias Topic                                                                                     | –                         |
| 22. November 2024 – 28. November 2024 1 Woche (insgesamt 4) | 4                                                                                   | Teddy Swims                                                                         | Bad Dreams Rocky Hyatt Block, Jaten Collin Dimsdale, John Henry Ryan II, Julian Collin Bunetta, John Stephen Sudduth, Sarah Alison Solovay, Matthew David Zara                                                                             | –                         |
| 29. November 2024 – 26. Dezember 2024 4 Wochen (insgesamt 13) | 13                                                                                  | Hugel, Topic & Arash feat. Daecolm                                                  | I Adore You Florent Hugel, Loris Cimino, Maximilian Riehl, Daecolm Diego Holland, Alex Arash Labaf, Alexander Michael Tidebrink Stomberg, Tobias Topic                                                                                     | –                         |
| 27. Dezember 2024 – 30. Januar 2025 5 Wochen (insgesamt 12) | 12                                                                                  | Rosé feat. Bruno Mars                                                               | Apt. Theron Makiel Thomas, Philip Martin Lawrence II, Michael Donald Chapman, Peter Gene Hernandez, Christopher Steven Brown, Rogét Lufti Chahayed, Park Chae-young, Nicholas Barry Chinn, Omer Fedi, Henry Russell Walter, Amy Rose Allen | –                         |

| ← 2023 ← | Liste der Nummer-eins-Hits in Bulgarien (national) | Liste der Nummer-eins-Hits in Bulgarien (national)            | Liste der Nummer-eins-Hits in Bulgarien (national)                                                                        | 2025 →                    |
| \| Zeitraum \| Wo. ges. \| Interpret \| Titel Autor(en) \| Zusätzliche Informationen \| \| (Zeitraum, Wochen auf Platz eins, Interpret, Titel, Autor[en], zusätzliche Informationen) \| \| \| \| \| \| ----------------------------------------------------------------------------------------- \| -------- \| ------------------------------------------------------------- \| ------------------------------------------------------------------------------------------------------------------------- \| ------------------------- \| \| 10. November 2023 – 14. März 2024 18 Wochen \| 18 \| Dara Ekimova Дара Екимова \| Disham Дишам Cristian Alexandru Pistol, Dara Dimitrova Ekimova \| – \| \| 15. März 2024 – 25. April 2024 6 Wochen \| 6 \| Mihaela Fileva & Dara Ekimova Михаела Филева и Дара Екимова \| Vsichko e bilo za dobro Всичко е било за добро Gusten Robert Dahlqvist, Dara Dimitrova Ekimova, Mihaela Tinkova Fileva \| – \| \| 26. April 2024 – 20. Juni 2024 8 Wochen \| 8 \| Rushi Руши \| Bez bagazh Без Багаж Denis Popstoev, Rushen Vidinliev \| – \| \| 21. Juni 2024 – 27. Juni 2024 1 Woche \| 1 \| Alex Parker & Mihaela Marinova Alex Parker & Михаела Маринова \| Stay Alexandru-Ștefan Ciacoi, Francesca Nicolescu, Mihaela Borislavova Marinova \| – \| \| 28. Juni 2024 – 4. Juli 2024 1 Woche \| 1 \| Robi feat. Dara Ekimova Роби × Дара Екимова \| Ako se obadish Ако се обадиш Dara Dimitrova Ekimova, Martin Sokolov Nikolov, Roberto Plamenov Nikolov \| – \| \| 5. Juli 2024 – 19. September 2024 11 Wochen \| 11 \| Miro Миро \| Lubov kato nebe Любов като небе Ivan Ivanov, Krum Georgiev, Miroslav Kostadinov \| – \| \| 20. September 2024 – 28. November 2024 10 Wochen \| 10 \| Dara Дара \| Kradec na mechti Крадец на мечти Darina Nikolaeva Yotova, Kamen Kolev, Kristian Konstantinov Kostov, Vasko Vasilev Ivanov \| – \| \| 29. November 2024 – 16. Januar 2025 7 Wochen \| 7 \| Rushi Руши \| Vylk Вълк Denis Popstoev, Dimitar Ganchev, Julian Yanev, Rushen Vidinliev \| – \| |                                                    |                                                               | |                           |
| ← 2023 |                                                    |                                                               | | → 2025 →                  |
| Zeitraum | Wo. ges.                                           | Interpret                                                     | Titel Autor(en) | Zusätzliche Informationen |
| (Zeitraum, Wochen auf Platz eins, Interpret, Titel, Autor[en], zusätzliche Informationen) |                                                    |                                                               | |                           |
| 10. November 2023 – 14. März 2024 18 Wochen | 18                                                 | Dara Ekimova Дара Екимова                                     | Disham Дишам Cristian Alexandru Pistol, Dara Dimitrova Ekimova                                                            | –                         |
| 15. März 2024 – 25. April 2024 6 Wochen | 6                                                  | Mihaela Fileva & Dara Ekimova Михаела Филева и Дара Екимова   | Vsichko e bilo za dobro Всичко е било за добро Gusten Robert Dahlqvist, Dara Dimitrova Ekimova, Mihaela Tinkova Fileva    | –                         |
| 26. April 2024 – 20. Juni 2024 8 Wochen | 8                                                  | Rushi Руши                                                    | Bez bagazh Без Багаж Denis Popstoev, Rushen Vidinliev                                                                     | –                         |
| 21. Juni 2024 – 27. Juni 2024 1 Woche | 1                                                  | Alex Parker & Mihaela Marinova Alex Parker & Михаела Маринова | Stay Alexandru-Ștefan Ciacoi, Francesca Nicolescu, Mihaela Borislavova Marinova                                           | –                         |
| 28. Juni 2024 – 4. Juli 2024 1 Woche | 1                                                  | Robi feat. Dara Ekimova Роби × Дара Екимова                   | Ako se obadish Ако се обадиш Dara Dimitrova Ekimova, Martin Sokolov Nikolov, Roberto Plamenov Nikolov                     | –                         |
| 5. Juli 2024 – 19. September 2024 11 Wochen | 11                                                 | Miro Миро                                                     | Lubov kato nebe Любов като небе Ivan Ivanov, Krum Georgiev, Miroslav Kostadinov                                           | –                         |
| 20. September 2024 – 28. November 2024 10 Wochen | 10                                                 | Dara Дара                                                     | Kradec na mechti Крадец на мечти Darina Nikolaeva Yotova, Kamen Kolev, Kristian Konstantinov Kostov, Vasko Vasilev Ivanov | –                         |
| 29. November 2024 – 16. Januar 2025 7 Wochen | 7                                                  | Rushi Руши                                                    | Vylk Вълк Denis Popstoev, Dimitar Ganchev, Julian Yanev, Rushen Vidinliev                                                 | –                         |